# Rue Victor-Hugo (Issy-les-Moulineaux)
Pour les articles homonymes, voir Rue Victor-Hugo.
La rue Victor-Hugo est un des axes de circulation d'Issy-les-Moulineaux.

## Situation et accès

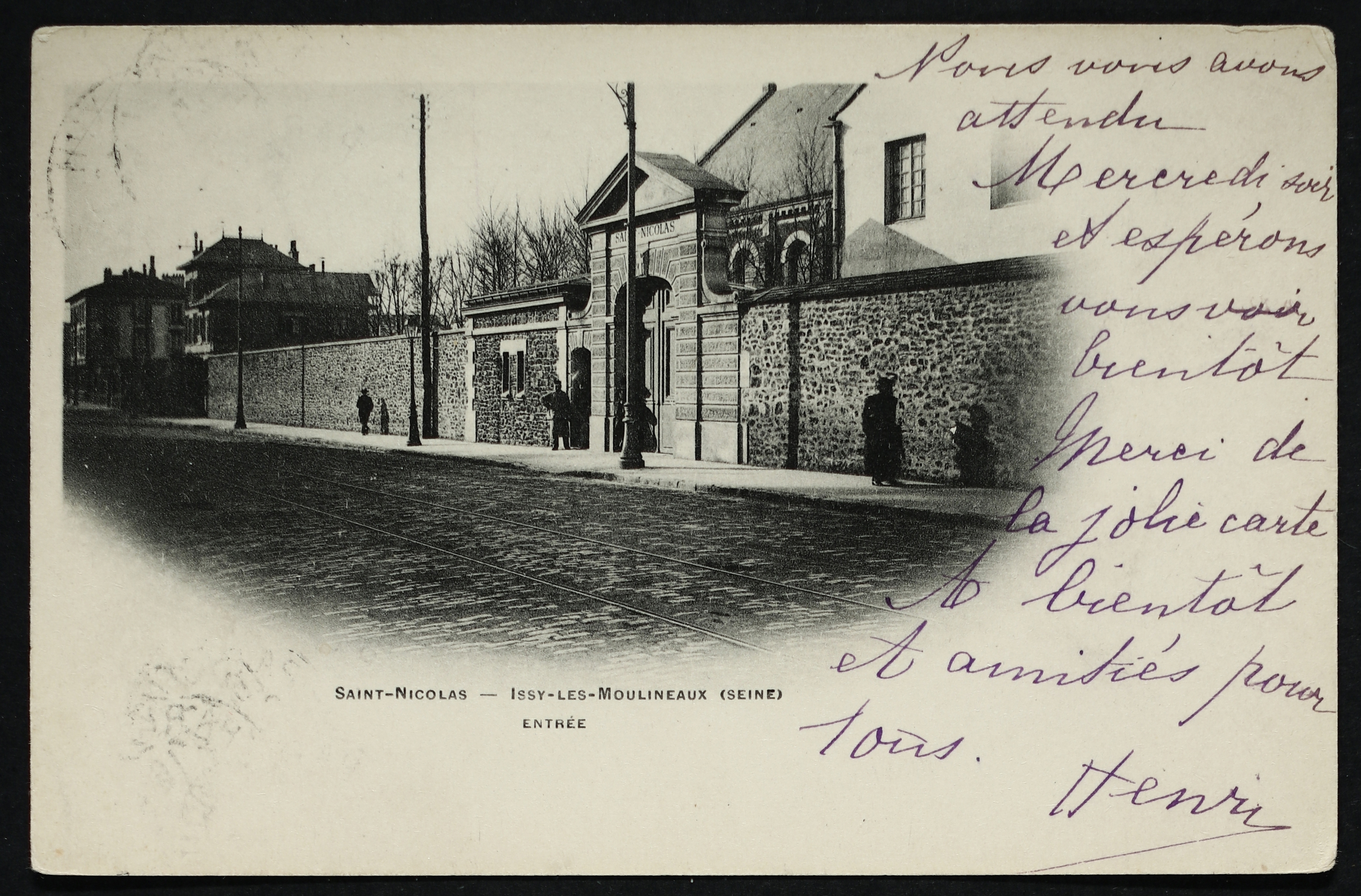
Carte postale, vers 1900.

Cette rue orientée du nord au sud commence son tracé à la limite de Paris, traverse le rond-point Victor-Hugo, autrefois rond-point de l'Abreuvoir, et se termine rue du Général-Leclerc.

## Origine du nom
La rue Victor-Hugo porte le nom du poète, dramaturge, écrivain et homme politique français Victor Hugo (1802-1885).

## Historique

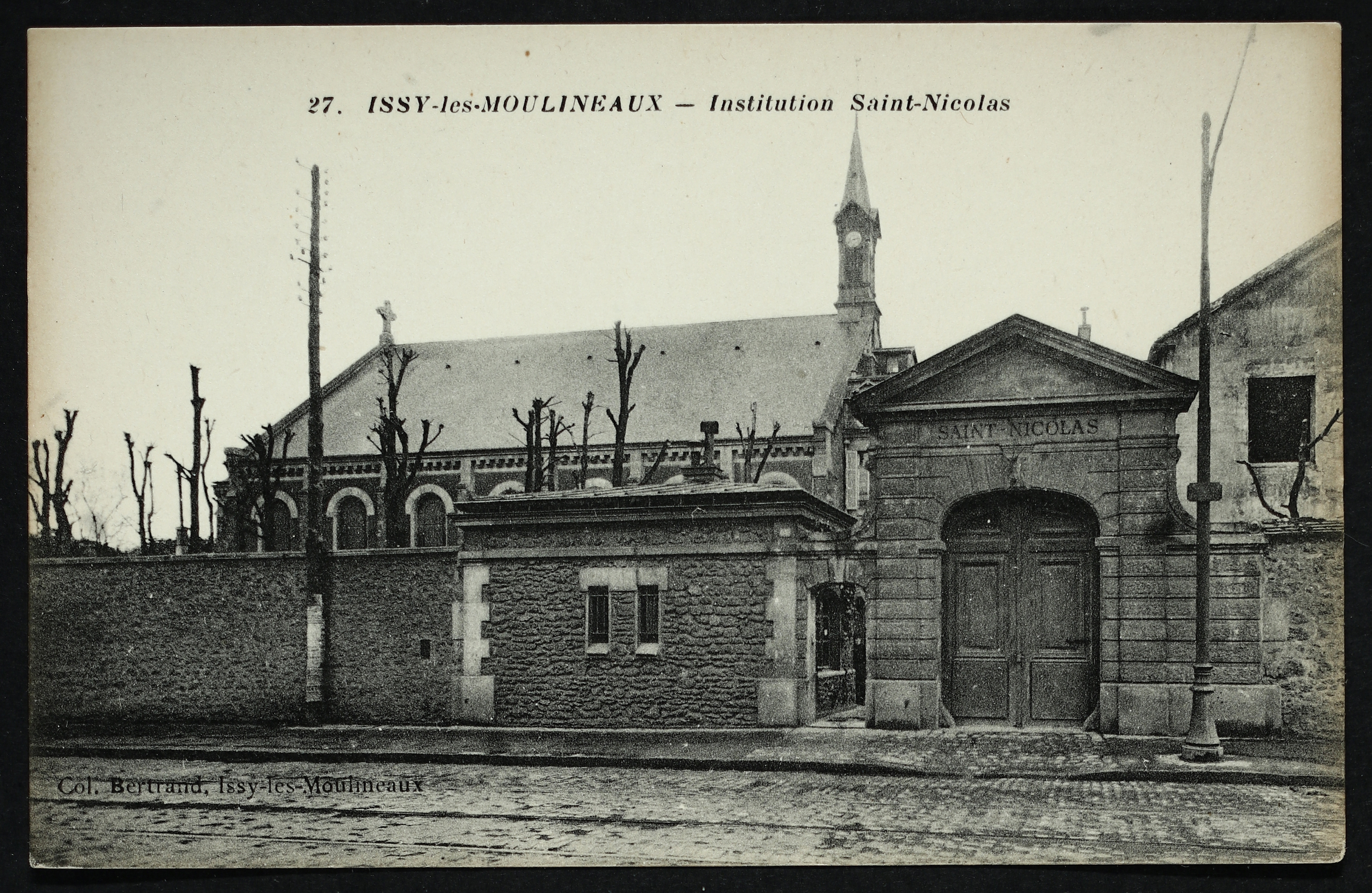
L'Institution Saint-Nicolas, carte postale, vers 1900.

En mai 1610, la reine Marguerite parcourut cet itinéraire pour rejoindre Paris lorsqu'elle apprit l'assassinat de son mari, le roi Henri IV.

## Bâtiments remarquables et lieux de mémoire
- Écoquartier Issy Cœur de Ville[3], et tour Issygreen[4].
- Groupe scolaire La Salle Saint Nicolas[5].
- Séminaire Saint-Sulpice.
- Emplacement de l'ancienne chapelle Saint-Nicolas, où se trouve aujourd'hui un jardin.